# Pokémon: Detetive Pikachu
Pokémon Detective Pikachu (no Brasil e em Portugal, Pokémon: Detetive Pikachu) é um filme nipo-americano de fantasia produzido pela Legendary Entertainment, The Pokémon Company, Tōhō e Warner Bros. Pictures, baseado na franquia “Pokémon” de Satoshi Tajiri, Ken Sugimori, Game Freak e Nintendo. O filme é dirigido por Rob Letterman e estrelado por Ryan Reynolds, Justice Smith, Kathryn Newton, Ken Watanabe, Rita Ora. O filme foi lançado em 3 de maio no Japão, 9 de maio no Brasil e Portugal, 10 de maio de 2019 nos Estados Unidos.

## Enredo
No universo de Pokémon, Tim Goodman é um ex-Treinador de Pokémon e filho do proeminente detetive de Ryme City, Harry Goodman. Convidado por seu pai para trabalhar na delegacia, Tim chega a Ryme City e conhece o detetive Yoshida, um amigo de Harry, e descobre que logo após o envio da passagem de trem para que pudesse chegar a cidade, seu pai tinha desaparecido misteriosamente enquanto trabalhava em um caso. Ficando na casa de seu pai até que Harry seja encontrado, Tim fica surpreso ao encontrar um Pikachu falante (na realidade somente Tim pode entende-lo). No entanto, Pikachu está sofrendo de um caso grave de amnésia, e os dois devem trabalhar juntos para descobrir o que aconteceu com Harry. Enquanto procuram pistas pela cidade, eles encontraram uma repórter chamada Lucy Stevens, que também está tentando descobrir o que aconteceu com Harry. Suas pistas levam a um ringue de luta subterrâneo, acompanhados de um homem chamado Sebastian, dono de um Charizard e um Mr. Mime que pode saber algumas informações de que precisam e uma trama que ameaça o universo Pokémon.

## Elenco
- Ryan Reynolds como:
  - Detetive Pikachu, um Pikachu excepcionalmente inteligente e um detetive de nível internacional que só Tim consegue entender. Reynolds faz tanto a voz quando a captura de movimentos faciais do personagem.
    - Ikue Ōtani faz a voz normal de Pikachu ouvida pelos cidadãos de Ryme. Ōtani reprisa seu papel dos desenhos e videogames.

  - Harry Goodman, o pai desaparecido de Tim e um famoso detetive de Ryme City.
- Justice Smith como Tim Goodman: um ex-aspirante a treinador de Pokémon procurando por seu pai desaparecido. Ele também é parceiro do Pikachu, e a única pessoa capaz de ouvi-lo falar.
  - Max Fincham como o Tim criança.
- Kathryn Newton como Lucy Stevens: uma repórter que é acompanhada por um Psyduck.
- Suki Waterhouse como a Sra. Norman/Ditto: um Ditto geneticamente modificado de Howard que se apresenta como uma guarda-costas feminina enquanto esconde seus olhos com óculos escuros.
- Omar Chaparro como Sebastian: um treinador Pokémon que dirige uma arena de batalha Pokémon secreta em Ryme City e é acompanhado por um Charizard.
- Chris Geere como Roger Clifford: o filho de Howard, presidente da CMN e da Clifford Industries.
- Ken Watanabe como Detetive Yoshida: um veterano da polícia de Ryme City, tenente e amigo de Harry, é acompanhado por um Snubbull.
- Bill Nighy como Howard Clifford: o pai de Roger e o visionário por trás da Ryme City e fundador da Clifford Industries.
- Rita Ora como Dra. Ann Laurent: uma cientista da Clifford Enterprises experimentando com Mewtwo.
- Karan Soni como Jack: amigo de Tim que é um treinador Pokemon e o encoraja a capturar seu próprio Pokémon.
- Josette Simon como "Grams": avó de Tim que cuidou dele depois da morte da sua filha (mãe de Tim).
- Rina Hoshino e Kotaro Watanabe como Mewtwo: um Pokémon feito por humanos que foi alvo de Howard Clifford por conta das suas habilidades.
- Rachel Lillis como Jigglypuff.
- Diplo como ele mesmo.
- Ryoma Takeuchi em um cameo como um treinador Pokémon.

## Produção

### Desenvolvimento
Em abril de 2016, foi mencionado que a Warner Bros. Pictures e a Legendary Pictures estavam negociando os direitos para realizarem um live-action de Pokémon. Mais tarde, em julho de 2016, a Legendary estava prestes a fechar um acordo para o filme. Em 20 de julho de 2016, foi anunciado que a Legendary e a The Pokémon Company International assinaram um acordo para fazer o primeiro filme de ação ao vivo na franquia, que seria baseado no videogame Detective Pikachu. Inicialmente, a Universal Pictures lidaria com a distribuição fora do Japão, enquanto a Toho lidaria com a distribuição japonesa. Em 16 de agosto de 2016, Nicole Perlman e Alex Hirsch estavam em negociações com a Legendary para escrever o roteiro. Em 30 de novembro de 2016, a Legendary contratou Rob Letterman para dirigir o filme. O estúdio acelerou para que a produção começasse em 2017. Em janeiro de 2018, foi anunciado que Mary Parent, Cale Boyter, Hidenaga Katakami e Don McGowan produziriam o filme, juntamente com Joe Caracciolo Jr. e Ali Mendes, sendo Joe Caracciolo Jr. e Tsunekazu Ishihara (da The Pokémon Company) como produtores executivos. O criador de Pokémon, Satoshi Tajiri, também é creditado como produtor executivo.
Em 25 de julho de 2018, a Warner Bros. anunciou que havia assumido as funções de distribuição mundial (exceto no Japão e na China) da Universal Pictures, com a data de lançamento inalterada. O motivo para adaptar o Detetive Pikachu veio da The Pokémon Company e do desejo de Letterman de fazer um filme que focasse em outro personagem além de Ash Ketchum, o protagonista da série de anime Pokémon. Na premissa, Letterman declarou: "A The Pokémon Company, eles já fizeram muitos, muitos filmes do Ash, então trouxeram à Legendary a ideia de criar um novo personagem. Quando comecei a me envolver na produção, me apaixonei pela história". A ideia de um filme de Pokémon originou-se de um conceito inicial para a série de anime dos anos 1990, mas foi descartada pelo desenvolvedor do jogo original, Game Freak, que não estava satisfeito com o conceito, antes que a ideia fosse revivida para o spin-off do jogo Detective Pikachu de 2016.

### Escolha do elenco
Em novembro de 2017, Justice Smith foi escalado para o papel de protagonista humano, com Kathryn Newton escalada para atuar depois de uma intensa sessão de leitura e teste de atrizes que apareceria ao lado de Smith. Newton disputou e ganhou o papel de Natalia Dyer, Haley Lu Richardson e Katherine Langford. Em dezembro de 2017, Ryan Reynolds foi escalado para o papel de protagonista Pokémon para ser retratado via captura de movimento. Outros atores considerados para o papel foram Danny DeVito, Dwayne Johnson, Mark Wahlberg e Hugh Jackman. Em janeiro de 2018, com o início da produção, Ken Watanabe, Bill Nighy e Chris Geere se juntaram ao elenco. Em fevereiro de 2018, Suki Waterhouse e Rita Ora se juntaram ao elenco. Em abril de 2018, Omar Chaparro se juntou ao elenco.
Quando o lançamento japonês do filme foi anunciado em 29 de novembro de 2018, Ryoma Takeuchi foi confirmado para dar voz a Tim Goodman na versão japonesa. Takeuchi também tem uma breve aparição no próprio filme como um treinador Pokémon. Em 20 de março de 2019, foi confirmado que Marie Iitoyo daria voz a Lucy Stevens, e Ken Watanabe iria reprisar seu papel como detetive Yoshida na versão japonesa.

### Filmagens
A produção principal começou em 15 de janeiro de 2018, em Londres, na Inglaterra e em Denver, Colorado. Nove dias depois, a Legendary anunciou que a filmagem principal havia oficialmente começado. O comunicado de imprensa revelou que Alex Hirsch não estava mais envolvido com a redação final do roteiro e que Rob Letterman, Benji Samit, Dan Hernandez, Derek Connolly e Nicole Perlman foram os únicos creditados. Grande parte da interação no set e referência vocal para Pikachu foi preenchida por Jon Bailey. No entanto, todo o seu diálogo foi dublado por Ryan Reynolds. A filmagem principal foi concluída em 1 de maio de 2018. Algumas filmagens foram feitas no Shepperton Studios, no Warner Bros. Studios, no Leavesden, no Minley Woods em Hampshire, nas áreas rurais do Colorado; nos arredores de Denver, Colorado Springs e Escócia.

### Pós-produção
Os efeitos visuais do filme foram fornecidos pela Moving Picture Company (MPC), pelo Framestore, pelo Image Engine, pelo Rodeo FX e pelo Instintual VFX. Grande parte dos efeitos visuais foram fornecidos pelo mesmo time por trás de The Jungle Book, Fantastic Beasts and Where to Find Them e The Lion King. Letterman comparou os efeitos visuais ao personagem de Rocket Raccoon de Guardians of the Galaxy. "Eles são tecnicamente, alguns dos efeitos visuais mais sofisticados do mundo ... É completamente foto-realista, como se eles estivessem vivos e no filme."
Uma gravação de áudio adicional de uma suposta luta entre o Detetive Pikachu e Charizard foi gravada no Campeonato Mundial de Pokémon de 2018.

## Marketing
No início de novembro de 2018, com o filme em fase de pós-produção, foi realizado um teste de tela (screen test) para uma versão incompleta do filme, que atraiu reações consideravelmente positivas do público-teste, com elogios ao roteiro, efeitos visuais, e ao desempenho de Reynolds.
O primeiro trailer oficial do filme foi revelado em 12 de novembro de 2018. A Warner Bros. revelou versões do trailer em inglês juntamente com versões dubladas em espanhol, francês, italiano e alemão. Logo se tornou o principal vídeo "em alta" no YouTube, e em top trending topic no Twitter, enquanto inspirava numerosos memes na internet e vídeos de reação. Em 24 horas, o trailer acumulou mais de 100 milhões de visualizações em várias plataformas de mídia on-line e social. No YouTube, o trailer em inglês conquistou mais de 1 milhão de curtidas em dois dias, e 1,22 milhões em cinco dias. No Twitter, estabeleceu um novo recorde com mais de 400.000 menções no dia da revelação do trailer. Um segundo trailer, com a aparição de Mewtwo, foi lançado em 26 de fevereiro de 2019. Antes do lançamento do trailer, Ryan Reynolds postou um vídeo em seu canal no YouTube que apresenta uma entrevista dele e de sua esposa, Blake Lively, com o título "Becoming Pikachu" (Tornando-se Pikachu).
Em 30 de novembro de 2018, Letterman, Smith e Newton apareceram no palco durante o evento Tokyo Comic-Con para um anúncio completo do lançamento japonês. Em 15 de março de 2019, foi revelado que a Legendary lançará um romance gráfico baseado no filme.

## Prêmios
| Premio              | Data da Cerimônia      | Categoria     | Indicados        | Resultado |
| ------------------- | ---------------------- | ------------- | ---------------- | --------- |
| Carburador de Prata | 16 de dezembro de 2019 | Cultura jovem | Detetive Pikachu | Venceu    |